# Min Købmand
Min Købmand er en dansk kæde af nærbutikker, der hører under Dagrofa. Det er Dagrofas mindste butiksformat. 
Kæden blev etableret i 2013. Før etableringen var butikkerne først og fremmest med i Spar-kæden, mange som Kwik Spar. 
Min Købmand har ca. 163 butikker fordelt over hele Danmark, som er ejet af selvstændige købmænd.